# Colonel Bogey March
Colonel Bogey March (en français : Marche du colonel Bogey) est une marche militaire britannique écrite en 1914 par le lieutenant F. J. Ricketts (en), également connue en français sous le titre Hello, le soleil brille. Elle est un des airs les plus populaires de la Grande Guerre. La marche a été adaptée, parodiée et reprise de nombreuses fois, notamment dans le film Le Pont de la rivière Kwaï auquel elle reste associée.

## Création
La marche a été composée en 1914 par le militaire britannique Frederick J. Ricketts (en) sous le nom de plume de Kenneth Alford. Le nom vient d'un militaire amateur de golf surnommé Bogey, qui au lieu de crier « fore » pour avertir du tir d'une balle, avait pris l'habitude de siffler une tierce mineure descendante qui a servi de base à la composition. La marche est un grand succès dont la partition se vend à plus d'un million d'exemplaires. Elle devient l'un des airs les plus populaires de la Première Guerre mondiale avec Roses of Picardy, ou Quand Madelon... chez les Français.

## Parodie
Pendant la Seconde Guerre mondiale, la chanson est parodiée par les soldats britanniques et américains pour tourner en ridicule Adolf Hitler et d'autres dirigeants nazis tels que Hermann Göring, Joseph Goebbels et Heinrich Himmler. La parodie, connue sous le titre « Hitler Has Only Got One Ball (en) » (littéralement, « Hitler n'a qu'une couille ») se moque des testicules des nazis en les imaginant atrophiés ou manquants.
Hitler has only got one ball,
Göring has two but very small,
Himmler is rather sim'lar,
But poor old Goebbels has no balls at all.

## Au cinéma
Sauf indication contraire, les informations mentionnées dans cette section peuvent être confirmées par le générique de fin de l'œuvre audiovisuelle présentée ici, ainsi que par la base de données cinématographiques IMDb,  présente dans la section « Liens externes ».
- 1938 : Une femme disparaît de Alfred Hitchcock (Michael Redgrave alias Gilbert Redman siffle les premières notes dans le train) ;
- 1957 : le Pont de la rivière Kwaï de David Lean ;
- 1962 : Le Jour le plus long de Ken Annakin, Andrew Marton, Bernhard Wicki, Gerd Oswald et Darryl F. Zanuck ;
- 1985 : Breakfast Club de John Hughes, les élèves sifflent les premières notes ;
- 2011 : La Guerre des boutons de Yann Samuell -  (pendant la scène du match de football).

## Autres reprises
L'air a été repris dans la chanson Hello, le soleil brille chantée par Annie Cordy et également dans le premier épisode de la saison 3 des Simpson part Bart Simpson. En plus, on l’écoute dans l’épisode de Friends T1E18.